# Olympische Sommerspiele 1992/Teilnehmer (Tansania)
| Gelbes Symbol für Goldmedaillen mit stilisierten Olympischen Ringen | Graues Symbol für Silbermedaillen mit stilisierten Olympischen Ringen | Braundes Symbol für Bronzemedaillen mit stilisierten Olympischen Ringen |
| ------------------------------------------------------------------- | --------------------------------------------------------------------- | ----------------------------------------------------------------------- |
| —                                                                   | —                                                                     | —                                                                       |

Tansania nahm an den Olympischen Sommerspielen 1992 in Barcelona, Spanien, mit einer Delegation von neun Sportlern (allesamt Männer) an sieben Wettbewerben in zwei Sportarten teil. Medaillen konnten keine gewonnen werden. Es war die siebte Teilnahme des Landes an Olympischen Sommerspielen.

## Teilnehmer nach Sportarten

### Boxen
- Makoye Isangula
  - Mittelgewicht

Runde eins: gegen Siamak Varzideh aus dem Iran durch technischen KO in der ersten Runde durchgesetzt
Runde zwei: ausgeschieden gegen Alberth Papilaya aus Indonesien nach Punkten (6:13)
Rang neun

- Joseph Marwa
  - Halbmittelgewicht

Runde eins: Freilos
Runde zwei: ausgeschieden gegen Igors Šaplavskis aus Lettland nach Punkten (8:14)
Rang neun

- Rashi Ali Hadj Matumla
  - Leichtgewicht

Runde eins: gegen Felix Bwalya aus Sambia nach Punkten durchgesetzt (16:8)
Runde zwei: gegen Jacobo Garcia von den Amerikanischen Jungferninseln nach Punkten durchgesetzt (12:2)
Viertelfinale: ausgeschieden gegen Namdschilyn Bajarsaichan aus der Mongolei nach Punkten (6:9)
Rang fünf

- Benjamin Mwangata
  - Fliegengewicht

Runde eins: gegen Narciso González aus Mexiko nach Disqualifikation des Gegners in der dritten Runde durchgesetzt
Runde zwei: gegen Luiz Freitas aus Brasilien nach Punkten durchgesetzt (8:7)
Viertelfinale: ausgeschieden gegen Tim Austin aus den USA nach Punkten (8:19)
Rang fünf

- Paulo Mwaselle
  - Halbschwergewicht

Runde eins: ausgeschieden gegen Zoltán Béres aus Ungarn nach Punkten (13:30)
Rang 17

### Leichtathletik
- John Burra
  - Marathon

Finale: Rennen nicht beendet (DNF)

- Juma Ikangaa
  - Marathon

Finale: 2:19:34 Stunden, Rang 34

- Simon Robert Naali
  - Marathon

Finale: Rennen nicht beendet (DNF)

- Andrea Sambu Sipe
  - 5000 Meter

Runde eins: in Lauf vier (Rang vier) durchgesetzt, 13:36,99 Minuten
Finale: 13:37,20 Minuten, Rang zehn